# 鶴田駅
鶴田駅（つるたえき）は、栃木県宇都宮市西川田町にある、東日本旅客鉄道（JR東日本）日光線の駅である。

## 歴史
- 1902年（明治35年）9月13日：日本鉄道の駅として開業[2]。旅客営業のみ[2]。
  - これ以前に現在の駅位置より西よりに砥上駅（とがみえき）が存在したが、鶴田駅開業時に廃止（鶴田駅として移転・改称とも）されている[1]。
- 1903年（明治36年）3月16日：貨物の取扱いを開始[2]。
- 1906年（明治39年）11月1日：日本鉄道国有化、鉄道省に移管[2]。
- 1970年（昭和45年）3月15日：旅客手荷物・小荷物の取扱いを廃止[2]。
- 1974年（昭和49年）10月1日：小荷物の取扱いを再開[2]。
- 1976年（昭和51年）5月1日：小荷物の取扱いを廃止[2]。
- 1984年（昭和59年）2月1日：車扱貨物の取扱いを廃止し、貨物営業終了[2]。
- 1987年（昭和62年）
  - 3月31日：車扱貨物の取扱いを、鉄道車両に限り再開。
  - 4月1日：国鉄分割民営化により、東日本旅客鉄道（JR東日本）・日本貨物鉄道（JR貨物）の駅となる[2]。
- 2003年（平成15年）4月1日：JR貨物の駅が廃止され、貨物営業終了。
- 2008年（平成20年）
  - 1月31日：指定席券売機稼動開始。
  - 2月29日：みどりの窓口の営業を終了。
  - 3月15日：東京近郊区間拡大により、ICカード「Suica」の利用が可能となる[3]。
- 2014年（平成25年）3月14日：新駅舎の供用を開始[4]。

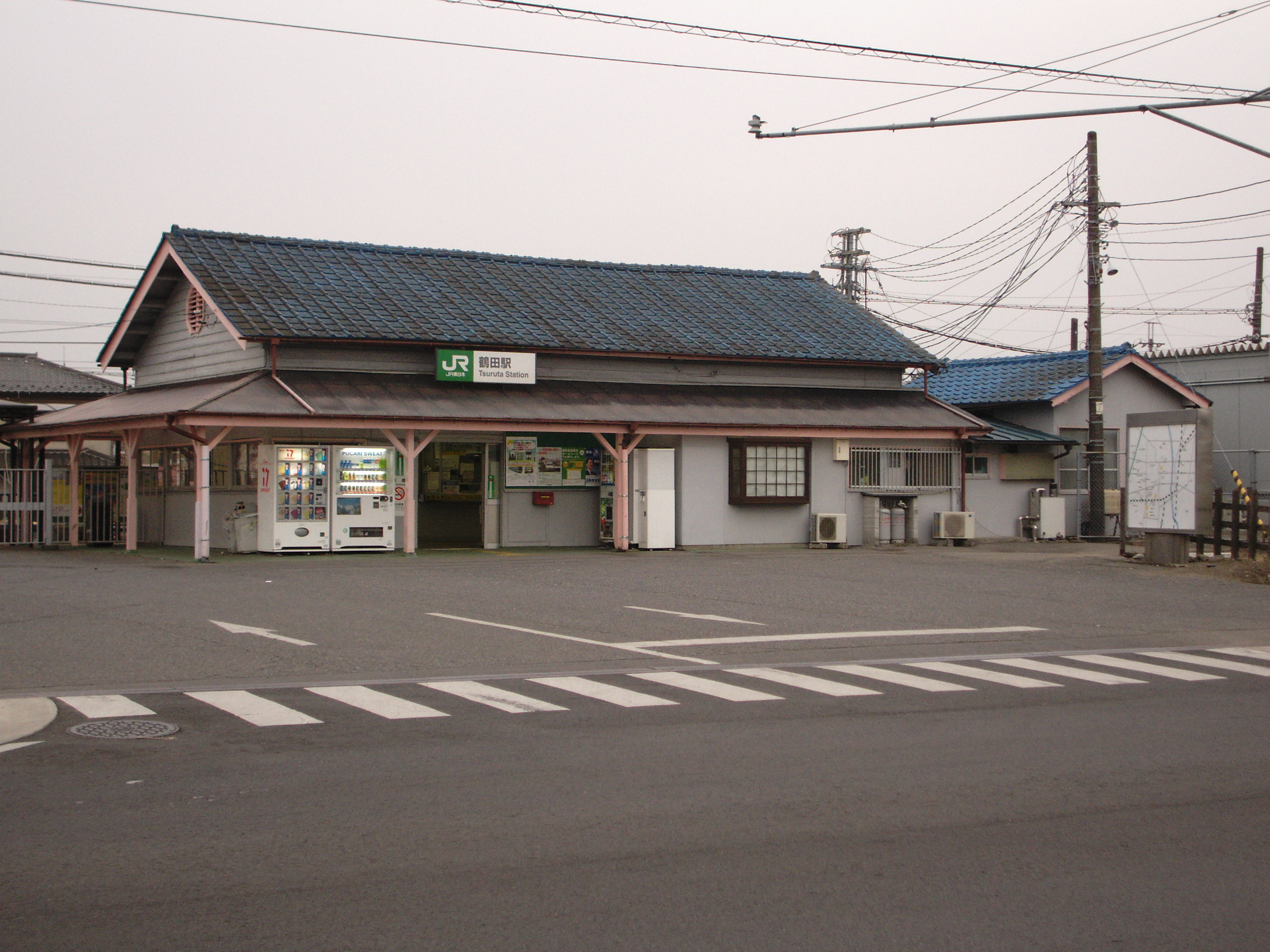
旧駅舎（2007年3月）
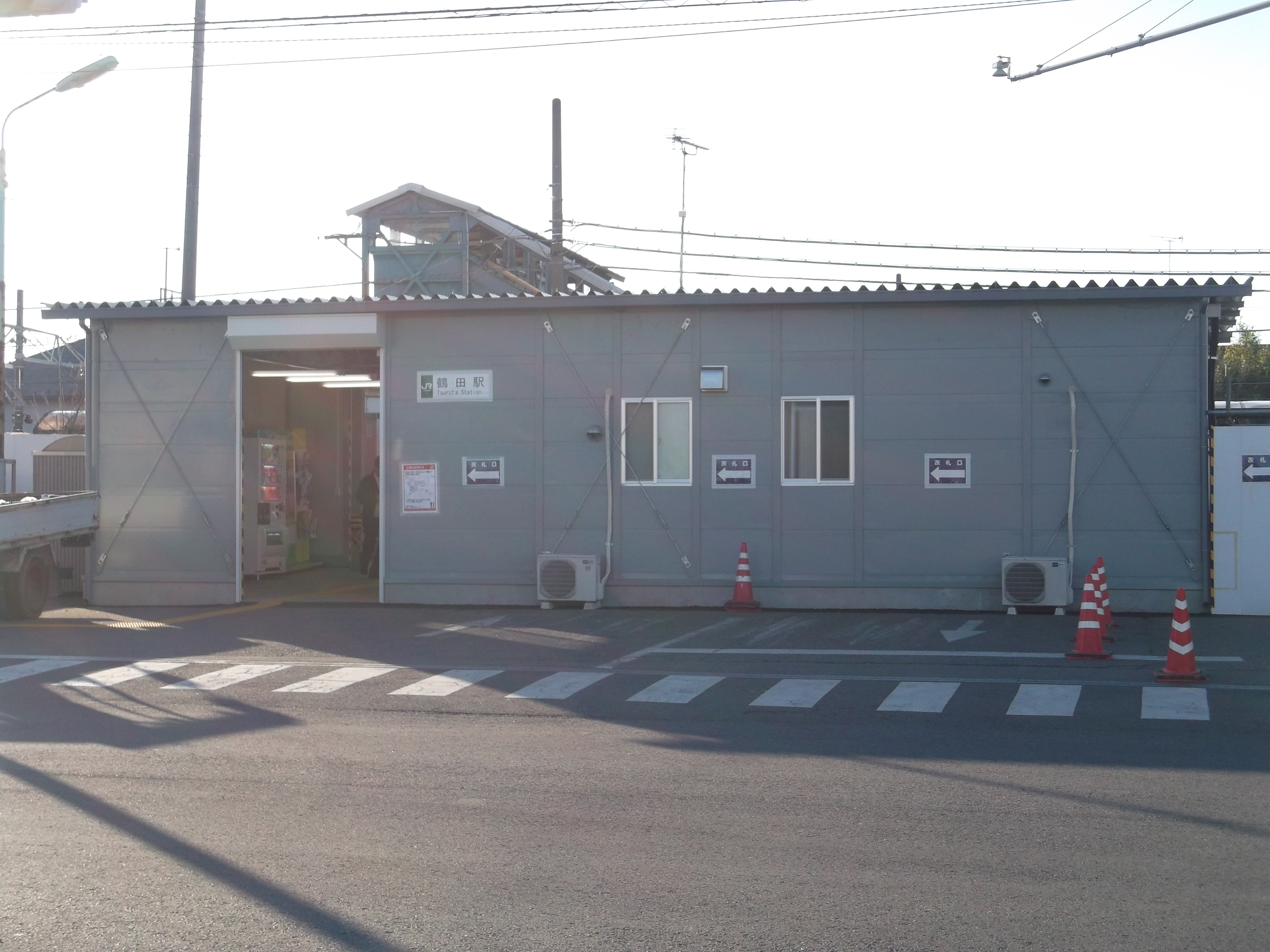
仮駅舎（2013年12月）

## 駅構造
島式ホーム1面2線を有する地上駅。駅舎側のホームは使われていない。指定席券売機と簡易Suica改札機が設置されている。宇都宮駅管理の業務委託駅（JR東日本ステーションサービス受託）。
ホームは嵩上げされていない。駅本屋とホームを結ぶ跨線橋は1911年製で、2009年2月に経済産業省より平成20年度の近代化産業遺産に認定された。

### のりば
| 番線 | 路線    | 方向 | 行先       | 備考              |
| ---- | ------- | ---- | ---------- | ----------------- |
| 1    | ■日光線 | 上り | 宇都宮方面 |                   |
| 2    | ■日光線 | 下り | 日光方面   | 一部1番線から発車 |

（出典：JR東日本:駅構内図）
1番線を上下主本線とした一線スルーとなっているが、早朝・深夜の一部列車を除いては原則として方向別に発着する。

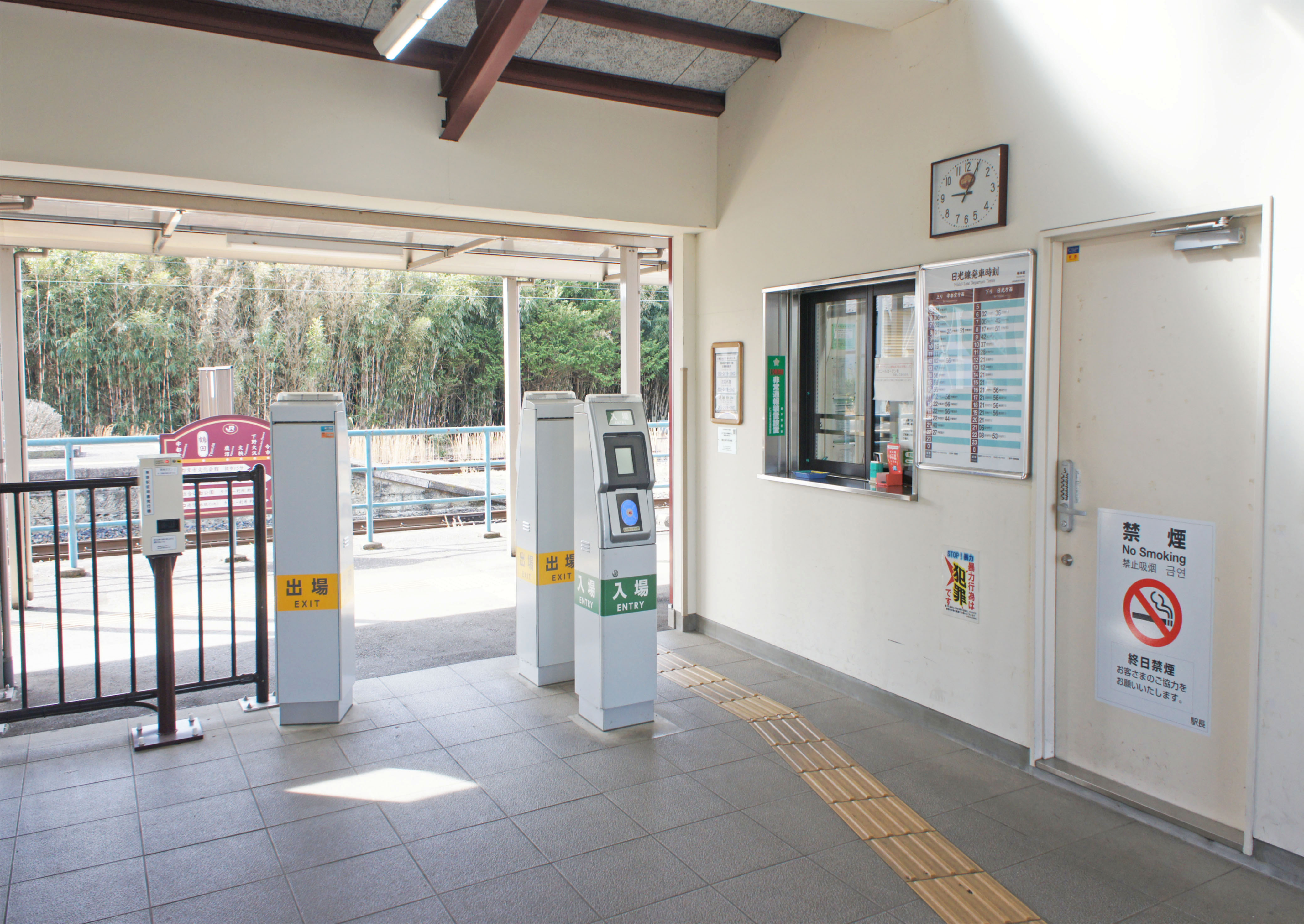
改札口（2022年3月）
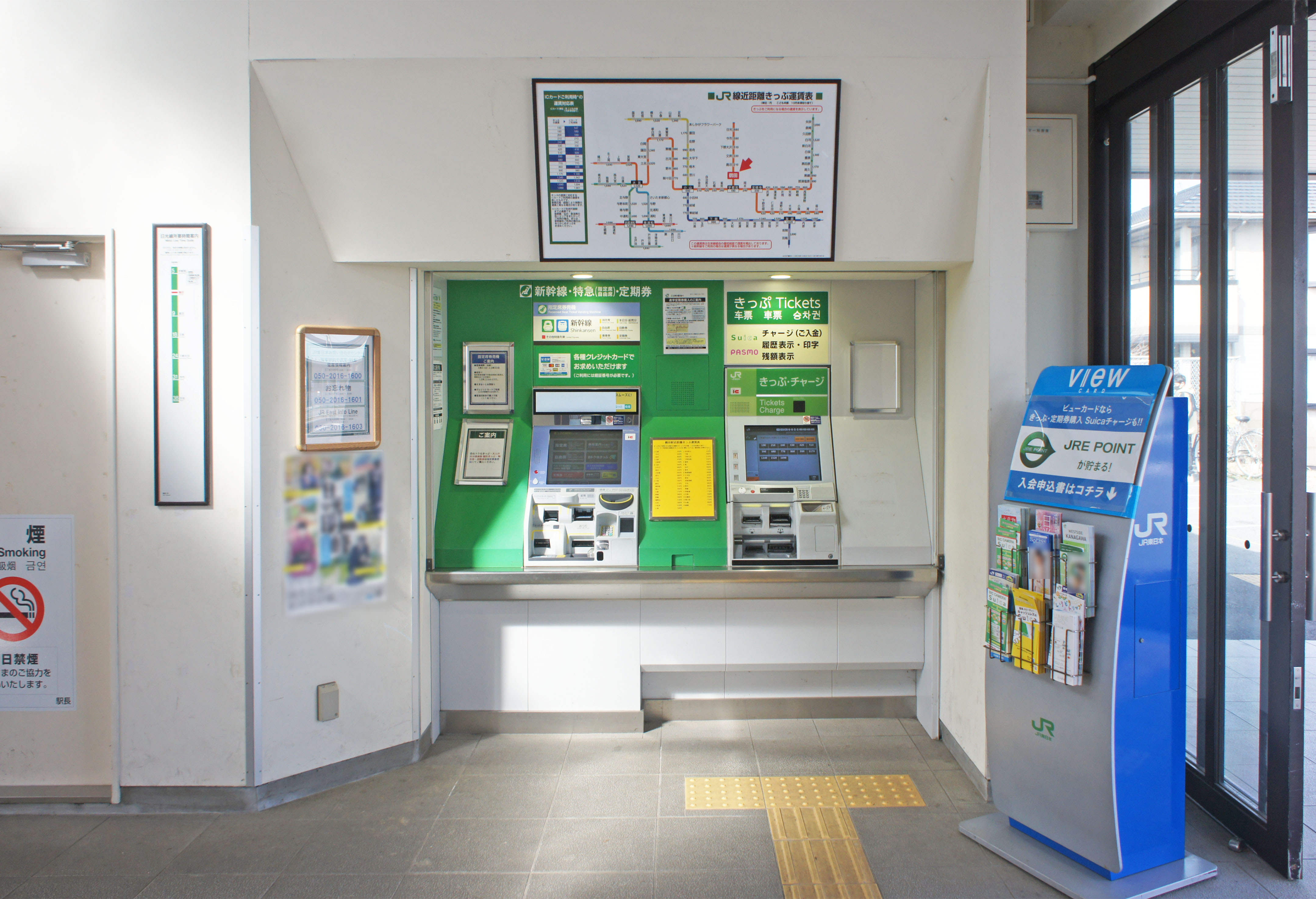
券売機（2022年3月）
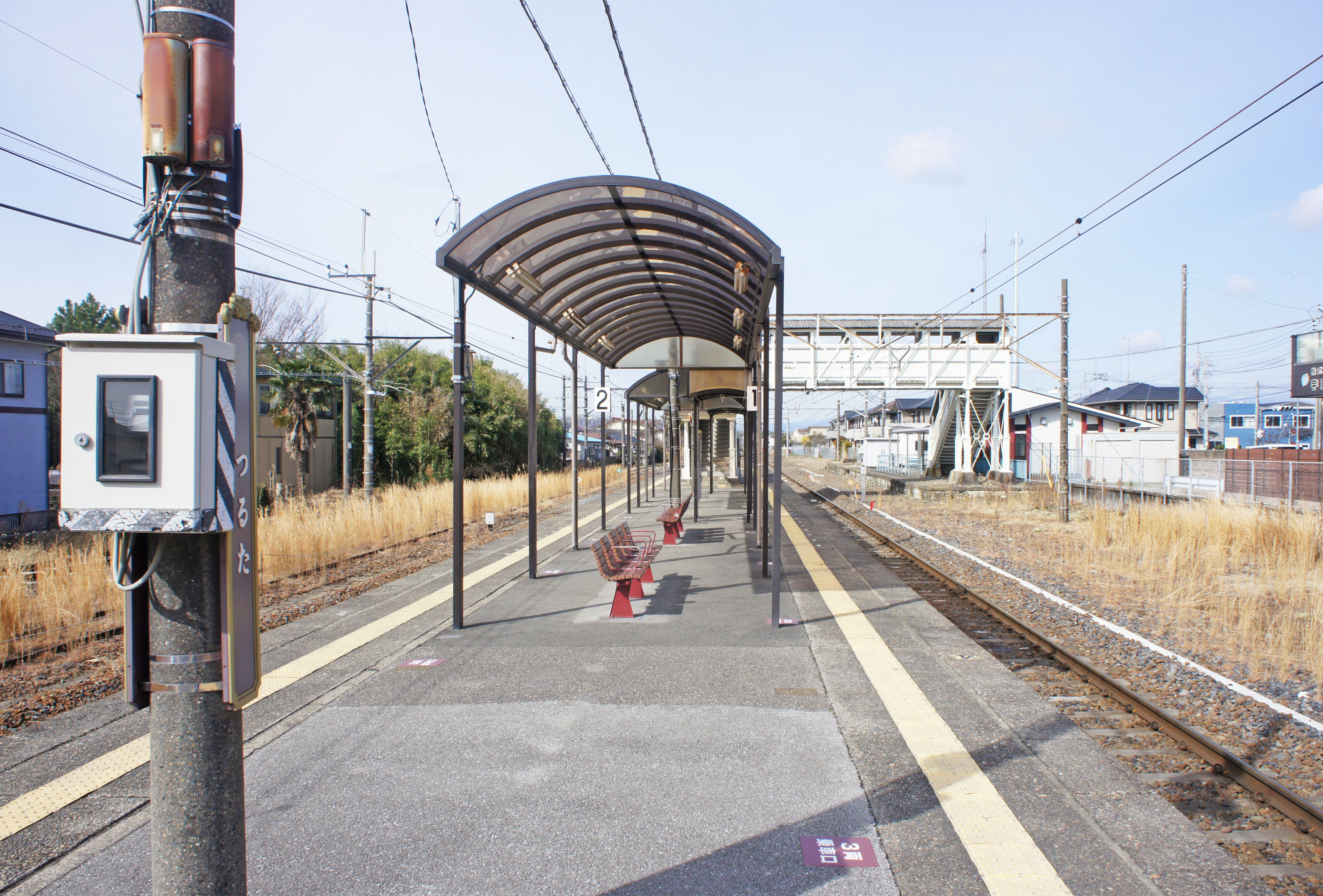
ホーム（2022年3月）

## 利用状況
JR東日本によると、2023年度（令和5年度）の1日平均乗車人員は1,295人である。
2000年度（平成12年度）以降の推移は以下のとおりである。
| 乗車人員推移       | 乗車人員推移     | 乗車人員推移    |
| 年度               | 1日平均 乗車人員 | 出典            |
| ------------------ | ---------------- | --------------- |
| 2000年（平成12年） | 1,454            | [ 利用客数 2 ]  |
| 2001年（平成13年） | 1,494            | [ 利用客数 3 ]  |
| 2002年（平成14年） | 1,488            | [ 利用客数 4 ]  |
| 2003年（平成15年） | 1,466            | [ 利用客数 5 ]  |
| 2004年（平成16年） | 1,446            | [ 利用客数 6 ]  |
| 2005年（平成17年） | 1,456            | [ 利用客数 7 ]  |
| 2006年（平成18年） | 1,416            | [ 利用客数 8 ]  |
| 2007年（平成19年） | 1,381            | [ 利用客数 9 ]  |
| 2008年（平成20年） | 1,362            | [ 利用客数 10 ] |
| 2009年（平成21年） | 1,382            | [ 利用客数 11 ] |
| 2010年（平成22年） | 1,393            | [ 利用客数 12 ] |
| 2011年（平成23年） | 1,308            | [ 利用客数 13 ] |
| 2012年（平成24年） | 1,286            | [ 利用客数 14 ] |
| 2013年（平成25年） | 1,333            | [ 利用客数 15 ] |
| 2014年（平成26年） | 1,323            | [ 利用客数 16 ] |
| 2015年（平成27年） | 1,385            | [ 利用客数 17 ] |
| 2016年（平成28年） | 1,432            | [ 利用客数 18 ] |
| 2017年（平成29年） | 1,460            | [ 利用客数 19 ] |
| 2018年（平成30年） | 1,486            | [ 利用客数 20 ] |
| 2019年（令和元年） | 1,457            | [ 利用客数 21 ] |
| 2020年（令和02年） | 1,219            | [ 利用客数 22 ] |
| 2021年（令和03年） | 1,226            | [ 利用客数 23 ] |
| 2022年（令和04年） | 1,235            | [ 利用客数 24 ] |
| 2023年（令和05年） | 1,295            | [ 利用客数 1 ]  |

## 駅周辺
- 東武宇都宮線江曽島駅
- 鶴田駅前郵便局
- 栃木県立宇都宮高等学校

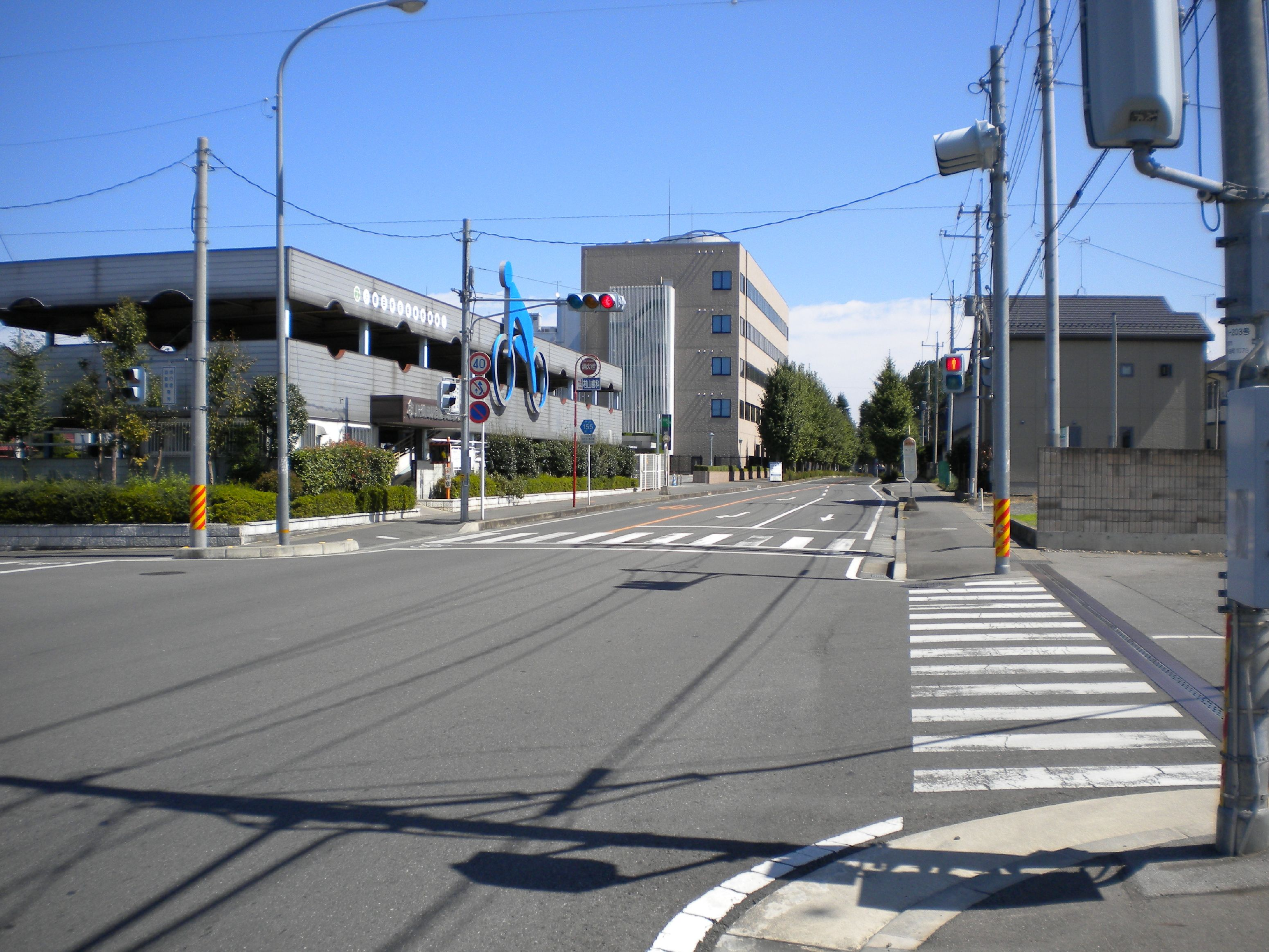
駅前を通る栃木県道155号羽生田鶴田線

  - 日光線は鶴田駅の宇都宮駅側直ぐ東において宇都宮高等学校の校庭を横断している。
- 栃木県立衛生福祉大学校
- SUBARU宇都宮製作所
- 栃木県道2号宇都宮栃木線
  - 日光線上をオーバーパスする。
- 栃木県道3号宇都宮亀和田栃木線
- 宇都宮環状道路（宮環）
  - 日光線下をアンダーパスする。
- 栃木県道155号羽生田鶴田線
- 関東自動車「鶴田駅」停留所
- ヨークベニマル 鶴田店

## その他

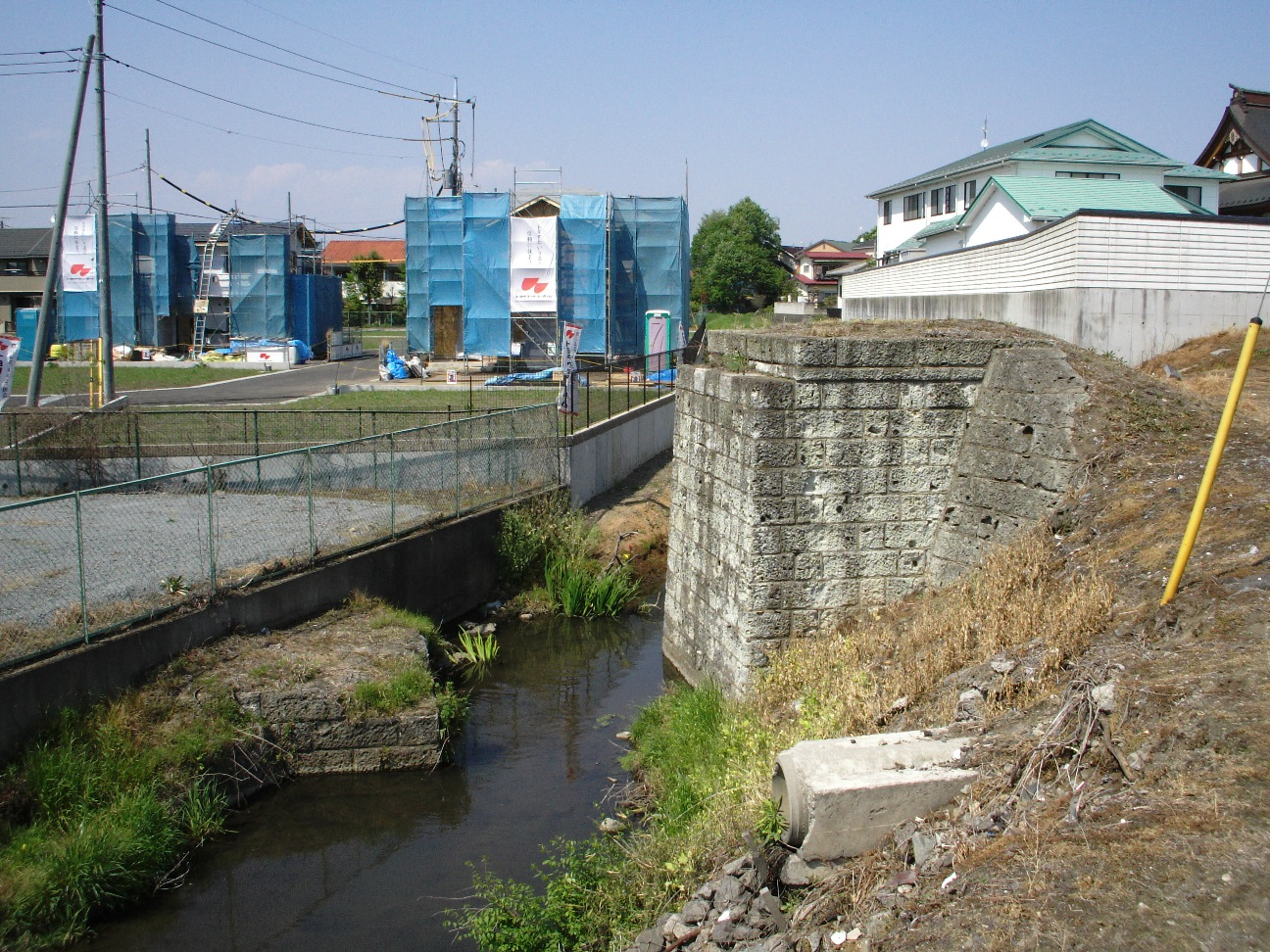
橋脚跡

かつては東武鉄道大谷線や専売公社工場（1984年2月廃止）および富士重工業(現:SUBARU)宇都宮製作所への専用線と接続していた。
東武鉄道大谷線の遺構は、住宅地開発や宇都宮環状道路の建設により新鶴田駅付近までほぼ消滅したが、道路化を免れた築堤（羽生田街道を市内方面から行き日光線踏み切り手前右側）が現存している。
専売公社専用線は廃線後、工場跡地にできた栃木県中央公園まで伸びる歩行者自転車専用道路「なかよし通り」に転用されている。同線の記念碑が「なかよし通り」沿い、駅から300m程のところにある。専売公社専用線は一部区間を東武大谷線（軌道線）の軌道跡を流用している。
富士重工業宇都宮製作所への専用線は日光線より50mほど上野寄りで東武宇都宮線をくぐり、宮原運動公園の北を通って宇都宮工場に至っていた。

## 隣の駅
東日本旅客鉄道（JR東日本）
■日光線
宇都宮駅 - 鶴田駅 - 鹿沼駅

### 記事本文
1. 1 2 3 4  『週刊 JR全駅・全車両基地』 05号 上野駅・日光駅・下館駅ほか92駅、朝日新聞出版〈週刊朝日百科〉、2012年9月9日、28頁。
2. 1 2 3 4 5 6 7 8 9 10  石野哲（編）『停車場変遷大事典 国鉄・JR編 Ⅱ』（初版）JTB、1998年10月1日、469頁。ISBN 978-4-533-02980-6。
3. ↑  『2008年3月 Suicaがますます便利になります』（PDF）（プレスリリース）東日本旅客鉄道、2007年12月21日。オリジナルの2016年3月4日時点におけるアーカイブ。2020年5月29日閲覧。
4. ↑  “日光、烏山線6駅舎完成 JR東日本”.下野新聞(下野新聞社). (2014年3月14日)
5. ↑  栃木県の近代化産業遺産Vol.2- 栃木県産業政策課ウェブサイト掲載（8ページ目を参照）

### 利用状況
1. 1 2  “各駅の乗車人員（2023年度）”.   東日本旅客鉄道. 2024年7月20日閲覧。
2. ↑  “各駅の乗車人員（2000年度）”.   東日本旅客鉄道. 2019年3月7日閲覧。
3. ↑  “各駅の乗車人員（2001年度）”.   東日本旅客鉄道. 2019年3月7日閲覧。
4. ↑  “各駅の乗車人員（2002年度）”.   東日本旅客鉄道. 2019年3月7日閲覧。
5. ↑  “各駅の乗車人員（2003年度）”.   東日本旅客鉄道. 2019年3月7日閲覧。
6. ↑  “各駅の乗車人員（2004年度）”.   東日本旅客鉄道. 2019年3月7日閲覧。
7. ↑  “各駅の乗車人員（2005年度）”.   東日本旅客鉄道. 2019年3月7日閲覧。
8. ↑  “各駅の乗車人員（2006年度）”.   東日本旅客鉄道. 2019年3月7日閲覧。
9. ↑  “各駅の乗車人員（2007年度）”.   東日本旅客鉄道. 2019年3月7日閲覧。
10. ↑  “各駅の乗車人員（2008年度）”.   東日本旅客鉄道. 2019年3月7日閲覧。
11. ↑  “各駅の乗車人員（2009年度）”.   東日本旅客鉄道. 2019年3月7日閲覧。
12. ↑  “各駅の乗車人員（2010年度）”.   東日本旅客鉄道. 2019年3月7日閲覧。
13. ↑  “各駅の乗車人員（2011年度）”.   東日本旅客鉄道. 2019年3月7日閲覧。
14. ↑  “各駅の乗車人員（2012年度）”.   東日本旅客鉄道. 2019年3月7日閲覧。
15. ↑  “各駅の乗車人員（2013年度）”.   東日本旅客鉄道. 2019年3月7日閲覧。
16. ↑  “各駅の乗車人員（2014年度）”.   東日本旅客鉄道. 2019年3月7日閲覧。
17. ↑  “各駅の乗車人員（2015年度）”.   東日本旅客鉄道. 2019年3月7日閲覧。
18. ↑  “各駅の乗車人員（2016年度）”.   東日本旅客鉄道. 2019年3月7日閲覧。
19. ↑  “各駅の乗車人員（2017年度）”.   東日本旅客鉄道. 2019年3月7日閲覧。
20. ↑  “各駅の乗車人員（2018年度）”.   東日本旅客鉄道. 2019年7月21日閲覧。
21. ↑  “各駅の乗車人員（2019年度）”.   東日本旅客鉄道. 2020年7月18日閲覧。
22. ↑  “各駅の乗車人員（2020年度）”.   東日本旅客鉄道. 2021年7月28日閲覧。
23. ↑  “各駅の乗車人員（2021年度）”.   東日本旅客鉄道. 2022年8月12日閲覧。
24. ↑  “各駅の乗車人員（2022年度）”.   東日本旅客鉄道. 2023年7月9日閲覧。